# York Factory

York Factorys belägenhet

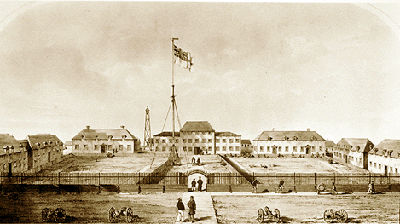
York Factory 1853

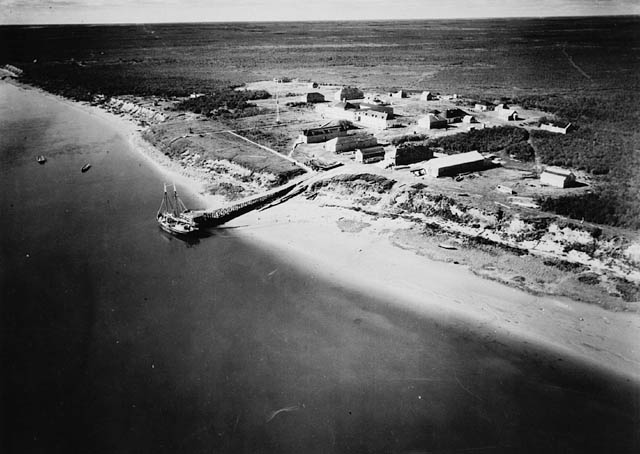
York Factory 1925

York Factory var ett befäst handelsfaktori anlagt där Hayesfloden mynnar ut i Hudson Bay. Det anlades 1684 av Hudson Bay Company, som ett av deras första faktorier och lades ner först 1857. 

## Kampen om York Factory
Mellan 1694 och 1697 kämpade England och Frankrike om kontrollen över York Factory. Under befäl av Pierre Le Moyne d'Iberville erövrade en fransk styrka faktoriet 1695 och döpte om det till Fort Bourbon. Det återtogs av Hudson Bay-kompaniet 1695 och återerövrades av Iberville 1697. Det förblev under fransk kontroll till Freden i Utrecht 1713 vilken erkände Englands överhöghet över Hudson Bay. 

## Betydelse
York Factory var Hudson Bay-kompaniets viktigaste handelsstation vid Hudson Bay, men utsattes för kraftig konkurrens av pälshandlare från Montréal, som anlade handelsstationer vid Lake Superior och vid Lake Winnipeg. Faktoriets betydelse upphörde inte förrän på 1850-talet. Det var först en viktig handelsstation och blev sedan den viktigaste transithamnen för handelsutbytet. York Factory var också från 1810 den viktigaste hamnen för invandrare till västra Kanada. Faktoriets centrala betydelse upphörde omkring 1860 när både handelsvaror och immigranter tog andera vägar. Det förblev en handelsstation av regional betydelse och lades ned först 1957.